# Burhan Haldun
Il Burhan Haldun (mongolo: Бурхан Халдун) è una vetta dei monti Hėntij nella provincia del Hėntij, in Mongolia. Si trova all'interno del Han Hėntij, un'area protetta di 12.000 km², istituita nel 1992, ed è una montagna sacra; fu dichiarata tale già da Gengis Khan che sarebbe nato nelle vicinanze.
Il Burhan Haldun è inserito (assieme al Bogd Han e al Otgon Tenger) nella lista del Patrimonio dell'umanità dell'UNESCO.